# Srpska Liga Zapad
Die Srpska liga Zapad (serbisch-kyrillisch Српска лига Запад; serbisch für „Serbische Liga West“, auch Srpska liga - grupa Zapad, Српска лига - група  Запад; „Serbische Liga - Gruppe West“) ist eine der vier Sektionen der Srpska liga, Serbiens dritter Fußballliga. Die Mannschaften aus dem Westen des Landes sind in dieser Sektion eingeteilt. Die anderen Sektionen sind die Srpska liga Beograd, Srpska liga Vojvodina und Srpska liga Istok.